# Roberto Pansera
Roberto Pansera (Mar del Plata, Argentina, 20 de mayo de 1932 – Buenos Aires, 6 de mayo de 2005) cuyo nombre completo era Roberto Vicente Pansera, fue un bandoneonista, organista, director de orquesta y arreglista dedicado al género del tango. Tuvo una formación musical sólida y participó en diversas orquestas, cumpliendo su ciclo más brillante como arreglista y bandoneonista en la orquesta de Osvaldo Fresedo.

## Primeros años
Sus padres fueron Vicente Pansera y Elisa Carmen Petraso, nació en Mar del Plata y se crio en los barrios de Constitución y Barracas, de Buenos Aires, pues su familia se mudó a esta ciudad cuando tenía 4 años. Comenzó a tocar el bandoneón de oído cuando su tío le regaló un pequeño instrumento, hasta que su padre lo mandó a estudiar con el maestro Domingo Federico.

## Actividad profesional
En 1944, con la formal autorización de su padre, debutó en el sexteto de Cristóbal Herreros, junto a José Libertella (1933-2004). En 1945 Domingo Federico lo vinculó a Juan Carlos Cobián, quien lo incluyó en su formación. Desde entonces recibió la influencia de maestros de la música como Astor Piazzolla, quien lo alentó a estudiar armonía, Alberto Ginastera, con quien especialmente estudió lo relacionado con la armonización y composición y también al estudio del piano, y que logró conseguirle una beca para estudiar en el Instituto Santa Cecilia de Italia así como de Eduardo Scalise y Osvaldo Fresedo.
Al regreso del viaje Pansera se incorporó a la orquesta Francini-Pontier, compartiendo la fila de bandoneones con Ángel Domínguez, Nicolás Paracino y el propio Pontier. y después estuvo en la del pianista Eduardo Scalise para actuar en el balneario de Punta del Este, Uruguay. Cuando en 1950 Scalise se incorporó a la orquesta de Osvaldo Fresedo, Pansera también lo hace y a los pocos meses pasó a hacer los arreglos de los nuevos temas de la orquesta. En esa década en que la orquesta  incorporó a su repertorio temas de Piazzolla y renovó algunos de sus clásicos, las ideas vanguardistas de Pansera así como el aporte de Roberto Pérez Prechi –que conocía a aquel desde sus participaciones en el conjunto de Herreros- influyeron en uno de los ciclos más destacados de Fresedo como puede comprobarse en sus grabaciones para las discográficas Odeon en primer lugar y en Columbia posteriormente. después estuvo en la de Eduardo Scalise y luego pasó a la de Osvaldo Fresedo como bandoneonista y arreglista
En 1957 participó en la creación del experimental Octeto Buenos Aires de Astor Piazzolla, si bien no intervino en las grabaciones.
Una noche apareció en forma inesperada en la boite de Buenos Aires donde actuaba Pansera uno de los más grandes trompetistas del mundo, el estadounidense Dizzy Gillespie, que fue invitado a subir al escenario y armó un pequeño concierto, improvisando con su trompeta sobre los temas que tocaba la orquesta. Entre las obras, que incluyeron entre otras Adiós muchachos y Capricho de amor, de Pérez Precchi, también estaba el Preludio N°3, de Pansera, que llamó la atención a Gillespie, y motivó que invitara al compositor a viajar a los Estados Unidos.
Pansera se radicó un tiempo en Estados Unidos, emprendió varias giras por distintos países de la costa del Pacífico y editó su álbum discográfico Pansera 3 con temas propios y de autores conocidos. También acompañó musicalmente a cantantes de ese país y a Paul McCartney, para quien realizó los arreglos que este incluyó en su álbum Working Classical y los temas para el memorial consagrado a la anterior esposa de McCartney, Linda.
Su labor como arreglista le valió entre otros reconocimientos, recibir en la Universidad de Yale en 1984 el premio a la mejor obra latinoamericana por su obra Concierto en instrumentos de viento y en 1995 el premio de la Fundación Konex.
A su vuelta de Estados Unidos, siguió trabajando con Fresedo, formó su propio conjunto con la voz de Gloria Wilson, incluyendo instrumentos no convencionales y dirigió orquestas que secundaron a cantantes como Roberto Goyeneche, Néstor Fabián Reynaldo Martín, Andrés Falgás y Mercedes Sosa, incluso en grabaciones. Hizo trabajos para el mundo académico con el quinteto de Manuel Rego y para el disco de tangos que grabó Plácido Domingo. Posteriormente, compuso con Fresedo y Roberto Lambertucci, los doce temas del disco Los 10 mandamientos.
En 1969 grabó, con Roberto Florio, Barriada de tango y con Carlos Dante, Yo pecador, para el sello Alanicky. En 1970, integró la orquesta de José Basso en una larga gira por Japón, en la que también participaron los violinistas Oscar Rodríguez, José Fernández, Armando Husso y José Singlia; los bandoneonistas Juan Carlos Bera, Eduardo Corti y Lisandro Adrover; el contrabajista Francisco de Lorenzo y los cantantes Alfredo Belusi y Carlos Rossi. Luego estuvieron bastante tiempo en Venezuela y al regreso a la Argentina, ingresó a la orquesta de Mariano Mores, donde tocaba varios instrumentos, y con el cual realizó varias giras en el exterior.

Víctor Lavallén, Eduardo Lettera y Roberto Pansera en Japón 1992 en una gira del maestro Mariano Mores

También dio vueltas por el mundo con el espectáculo Tango argentino, intervino en el Festival de Granada dirigiendo su orquesta y al final de su carrera fue arreglista y director de una orquesta juvenil que se llamó El espejo de Aníbal Troilo a la que imprimió el estilo Pichuco.
Compuso numerosos temas, como Desconocida, Mi canción de ausencia, Miedo, Naturaleza muerta, Qué lejos mi Buenos Aires (cuando estaba radicado en Caracas), El pibe de La Paternal, Preludio Nº 3, Renacimiento, Réquiem para John F. Kennedy, Sombra de humo y Trenza de ocho; con Fresedo y Lambertucci compusieron los 12 tangos que componen Los 10 mandamientos.
En 1985, compuso junto a Domingo Federico, sobre texto de Miguel Jubany, la ópera-tango Evita. Volveré y seré millones, que se registró en un disco de larga duración con la interpretación de Carlos Acuña, Alberto Hidalgo, Hugo Marcel,  Antonio Tormo, Nelly Vázquez y Héctor Gagliardi. Se trata de una ópera popular en tres actos continuos que no tuvo repercusión y que nunca se estrenó. Estaba integrada por piezas de diferentes géneros –canciones, carnavalito, huella, malambo, marchas, las milongas Damas de caridad y Milonga del 17, el tango Un llanto de piba y el vals La turbia ofensa.
En 1954 compuso la música para la película Se necesita un hombre con cara de infeliz, dirigida por Homero Cárpena.
Mientras actuaba con su conjunto de tango en el local Esquina Tango del barrio de San Telmo, Pansera tuvo un infarto y pese a la asistencia médica recibida en el Sanatorio Güemes adonde fue rápidamente trasladado, falleció horas después el 6 de marzo de 2005. Sus restos fueron inhumados en el Cementerio de la Chacarita en el panteón de Sadaic, entidad de la cual Pansera fue elegido presidente en 1982.